# 지심도항
지심도항은 경상남도 거제시 일운면 옥림리, 지심도 섬에 있는 어항이다. 2003년 2월 3일 어촌정주어항으로 지정하여 관리하고 있다. 시설관리자는 거제시장이다.

## 어항 연혁
- 지심도(只心島)의 지명유래는 문헌상으로 지사도(知士島, 1469년 경상도속찬지리지)로 알려졌다가, 1760년 여지도서(輿地圖書)에는 지삼도(只森島)로 적고 있다. 다른 문헌에는 지삼도(知森島), 지심도(只心島)로 표기되어 있다. 따라서 지삼도나 지심도는 한자마다 읽는 과정에서 바뀌었다고 보기엔 힘들고 섬의 자연적 변화에 따라 불렀다고 하겠다. 이전부터 지심도에는 각종 나무들이 울창하게 심어져 있었다고 해서 지삼도라 불렀고, 이후 섬이 마음 심(心)처럼 생겼다고 지심도라고 불렀다고 한다.

## 어항 구역
- 수역: 미지정(거제시 일운면 옥림리 56-4번지 수역)
- 육역: 미지정

## 어항 시설
- 물양장, 선착장

## 주요 어종
- 숭어, 노래미, 우럭, 광어